# Komisariat Straży Granicznej „Sianki”
Komisariat Straży Granicznej „Sianki” – jednostka organizacyjna Straży Granicznej pełniąca służbę ochronną na granicy polsko-czechosłowackiej w latach 1929–1938 i granicy polsko-węgierskiej w 1939.

## Geneza
Na wniosek Ministerstwa Skarbu, uchwałą z 10 marca 1920 roku, powołano do życia Straż Celną. Proces tworzenia Straży Celnej trwał do końca 1922 roku. 
Komisariat Straży Celnej „Sianki”, wraz ze swoimi placówkami granicznymi, wszedł w podporządkowanie Inspektoratu Granicznej Straży Celnej „Sambor”.
W drugiej połowie 1927 roku przystąpiono do gruntownej reorganizacji Straży Celnej. W praktyce skutkowało to rozwiązaniem tej formacji granicznej.
Rozkazem nr 5 z 16 maja 1928 roku w sprawie organizacji Małopolskiego Inspektoratu Okręgowego dowódca Straży Granicznej gen. bryg. Stefan Pasławski powołał komisariat Straży Granicznej „Wysocko Niżne”, który przejął ochronę granicy od rozwiązywanego komisariatu Straży Celnej.

## Formowanie i zmiany organizacyjne

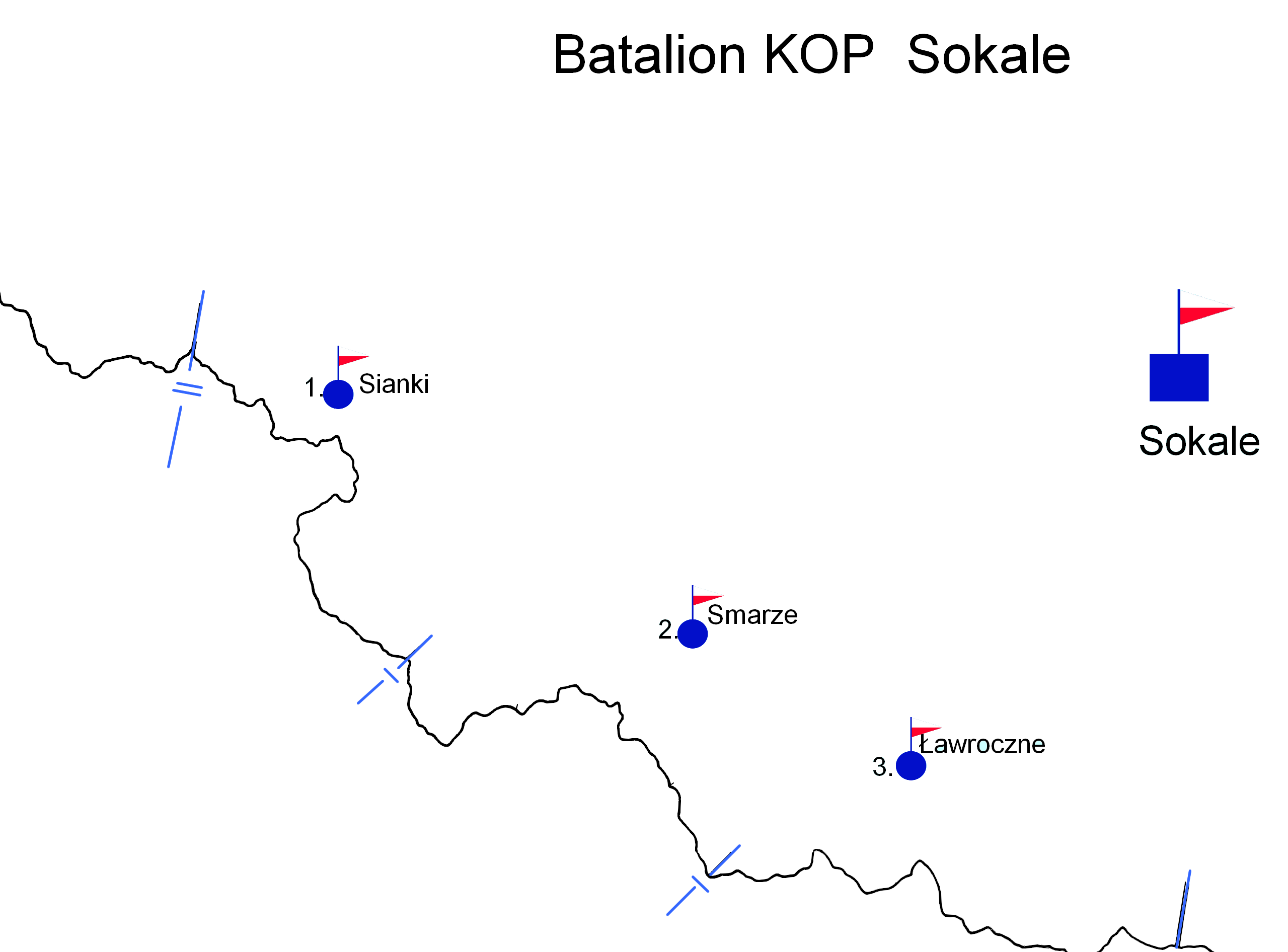
Szkic rozmieszczenia batalionu KOP „Sokole”

Rozporządzeniem Prezydenta Rzeczypospolitej Polskiej Ignacego Mościckiego z 22 marca 1928 roku, do ochrony północnej, zachodniej i południowej granicy państwa, a w szczególności do ich ochrony celnej, powoływano z dniem 2 kwietnia 1928 roku  Straż Graniczną.
Rozkazem nr 5 z 16 maja 1928 roku w sprawie organizacji Małopolskiego Inspektoratu Okręgowego dowódca Straży Granicznej gen. bryg. Stefan Pasławski przydzielił komisariat „Wysocko Niżne” do Inspektoratu Granicznego nr 20 „Stryj” i określił jego strukturę organizacyjną.  Już 8 września 1828 dowódca Straży Granicznej rozkazem nr 6  w sprawie organizacji Małopolskiego Inspektoratu Okręgowego podpisanym w zastępstwie przez mjr. Wacława Szpilczyńskiego zmieniał organizację komisariatu i ustalał zasięg placówek. 
Rozkaz komendanta Straży Granicznej płk. Jan Jur-Gorzechowski nr 7 z 25 września 1929 roku w sprawie reorganizacji i zmian dyslokacji Małopolskiego Inspektoratu Okręgowego nie wymienia komisariatu „Wysocko Niżne”. Rozkaz wymienia komisariat „Borynia”. Komisariat wszedł w struktury nowo powstałego Obwodu Straży Granicznej „Sanok”. Czasowo pozostał jednak w Inspektoracie Granicznym „Stryj”.
W uzupełnieniu do komunikatu dyslokacyjnego z 11 kwietnia 1930 komendanta Straży Granicznej płk. Jan Jur-Gorzechowski zniósł placówkę Straży Granicznej II linii „Sanok”, a jednocześnie powołał placówkę Straży Granicznej II linii „Przemyśl” z przydziałem do IG „Sambor”, komisariat SG „Borynia”.
Rozkazem nr 1 z 27 marca 1936 roku  w sprawach [...] zmian w niektórych inspektoratach okręgowych, komendant Straży Granicznej płk Jan Jur-Gorzechowski przeniósł komisariat Straży Granicznej „Borynia” do Sianek.
Rozkazem nr 3 z 27 lipca 1936 roku  w sprawach reorganizacji placówek i zmian przydziałów, komendant Straży Granicznej płk Jur-Gorzechowski zmienił nazwę placówki II linii „Borynia” na „Sianki”.
Rozkazem nr 2 z 16 stycznia 1939 roku w sprawie przejęcia odcinka granicy polsko-niemieckiej od Korpusu Ochrony Pogranicza na terenie Mazowieckiego Okręgu Straży Granicznej oraz przekazania Korpusowi Ochrony Pogranicza odcinka granicy na terenie Wschodniomałopolskiego Okręgu Straży Granicznej, w związku z przekazaniem Korpusowi Ochrony Pogranicza ochrony części granicy południowej Państwa na odcinku  między przełęczą Użocką, a stykiem granicy polsko-rumuńsko-czechosłowackiej, komendant Straży Granicznej płk Jur-Gorzechowski zarządził likwidację komisariatu Straży Granicznej „Sianki”. Nakazał, by z dniem 1 lutego 1939 komisariat „Sianki” wraz z placówkami II linii utworzył komisariat SG „Cisna”.

## Służba graniczna
Sąsiednie komisariaty:
- komisariat Straży Granicznej „Dwernik” ⇔ komisariat Straży Granicznej „Sławsko” − 1928
- komisariat Straży Granicznej „Dwernik” ⇔ komisariat Straży Granicznej „Smorze” − 1935[15]

## Komendanci komisariatu
- aspirant Henryk Juchniewicz (- 2 II 1939) komendant komisariatu Cisna[16]

## Struktura organizacyjna
|                      | maj 1928      | wrzesień 1928 | wrzesień 1929 | 1931      | 1935      | 1936   |
| komenda komisariatu  | Wysocko Niżne | Wysocko Niżne | Borynia       | Borynia   | Borynia   | Sianki |
| placówka SG I linii  | Sianki        | Beniowa       | Beniowa       | Beniowa   | Beniowa   |        |
| placówka SG I linii  | Hnyła         | Sianki        | Sianki        | Sianki    | Sianki    |        |
| placówka SG I linii  | Husne Wyżne   | Libuchora     | Butla         | Butla     | Butla     |        |
| placówka SG I linii  |               | Husne Wyżne   | Libuchora     | Libuchora | Libuchora |        |
| placówka SG II linii | Turka         | Wysocko Niżne | Borynia       | Borynia   | Borynia   | Sianki |
| placówka SG II linii | Matków        |               |               |           |           |        |
| placówka SG II linii | Wysocko Niżne |               |               |           |           |        |

Organizacja komisariatu w maju 1928:
- komenda − Wysocko Niżne
- placówka Straży Granicznej I linii „Sianki”
- placówka Straży Granicznej I linii „Hnyła”
- placówka Straży Granicznej I linii „Husne Wyżne”
- placówka Straży Granicznej II linii „Turka”
- placówka Straży Granicznej II linii „Matków”
- placówka Straży Granicznej II linii „Wysocko Niżne”

Organizacja komisariatu we wrześniu 1928:
- komenda − Wysocko Niżne
- placówka Straży Granicznej I linii „Beniowa”
- placówka Straży Granicznej I linii „Sianki” (stacja kolejowa)
- placówka Straży Granicznej I linii „Libuchora”
- placówka Straży Granicznej I linii „Husne Wyżne”
- placówka Straży Granicznej II linii „Wysocko Niżne”

Organizacja komisariatu we wrześniu 1929:
- komenda − Borynia
- placówka Straży Granicznej I linii „Beniowa”
- placówka Straży Granicznej I linii „Sianki”
- placówka Straży Granicznej I linii „Butla”
- placówka Straży Granicznej I linii „Libuchora”
- placówka Straży Granicznej II linii „Borynia”

Organizacja komisariatu w 1931:
- komenda − Borynia (36 km)
- placówka Straży Granicznej I linii „Beniowa”
- placówka Straży Granicznej I linii „Sianki”
- placówka Straży Granicznej I linii „Butla”
- placówka Straży Granicznej I linii „Libuchora”
- placówka Straży Granicznej II linii „Borynia”

Organizacja komisariatu w 1935:
- komenda − Borynia
- placówka Straży Granicznej I linii „Beniowa”
- placówka Straży Granicznej I linii „Sianki”
- placówka Straży Granicznej I linii „Butla”
- placówka Straży Granicznej I linii „Libuchora”
- placówka Straży Granicznej II linii „Borynia” → w 1936 przeniesiona do Sianek